# Pietro Gregorio Ottoboni Boncompagni Ludovisi
Pietro Gregorio Boncompagni Ludovisi Ottoboni, detto anche Piergregorio, nato Boncompagni Ludovisi, II duca ex uxore di Fiano (Sora, 28 ottobre 1709 – Roma, 7 settembre 1747), è stato un nobile italiano.
Fu per matrimonio il primo duca di Fiano della sua famiglia e fu il capostipite della casata degli Boncompagni Ludovisi Ottoboni.

## Biografia
Pietro Gregorio era figlio di Antonio I Boncompagni, duca di Sora, e di sua moglie, Maria Eleonora Boncompagni Ludovisi, principessa di Piombino. Era fratello di Gaetano I Boncompagni Ludovisi, principe di Piombino, nipote del cardinale Giacomo Boncompagni nonché imparentato con papa Gregorio XIII.
Nacque nel palazzo ducale di Sora il 28 ottobre 1709. La sua condizione di ultrogenito lo pose in posizione secondaria rispetto al fratello primogenito, ma la situazione mutò radicalmente quando nel 1731 sposò sua cugina Maria Francesca Ottoboni (1715-1758), figlia primogenita ed erede di Marco Ottoboni, I duca di Fiano, la quale gli portò in dote il titolo paterno e la possibilità di trasmetterlo ai discendenti della coppia. Tale passaggio avvenne in conformità con quanto indicato nel fedecommesso papale del 1690 istituito da papa Alessandro VIII quando creò il titolo per Marco, suo nipote, il quale prevedeva che, in assenza di eredi maschi, l'eredità passasse per via femminile primogenita ad altra famiglia, con l'obbligo per quest'ultima però di prendere il nome, le armi e i titoli degli Ottoboni e continuare a perpetuarne la famiglia. Pietro Gregorio mutò quindi il proprio cognome in Boncompagni Ludovisi Ottoboni ed assunse ex uxore il titolo di duca di Fiano.
Morì a Roma il 7 settembre 1747.

## Matrimonio e figli
Pietro Gregorio sposò a Roma nel 1731 sua cugina Maria Francesca Ottoboni, figlia di Marco Ottoboni, I duca di Fiano, e della sua seconda moglie, Maria Giulia Boncompagni (sorella della madre di Pietro).
La coppia ebbe quattro figli:
- Alessandro (1734-1780), III duca di Fiano
- Antonio (1736-1806), IV duca di Fiano, canonico della basilica di San Pietro a Roma
- Pietro (1740-1789), monaco benedettino
- Marco (1741-1818), V duca di Fiano, sposò Giustiniana Sambiase Sanseverino

## Albero genealogico
|                                                                         |                                  |                                            | Genitori                                  |  |  | Nonni |  |  | Bisnonni                              |  |  | Trisnonni                           |  |
|                                                                         |                                  |                                            |                                           |  |  |       |  |  | Gregorio Boncompagni, II duca di Sora |  |  | Giacomo Boncompagni, I duca di Sora |  |
|                                                                         |                                  |                                            |                                           |  |  |       |  |  | Gregorio Boncompagni, II duca di Sora |  |  | Giacomo Boncompagni, I duca di Sora |  |
|                                                                         |                                  | Costanza Sforza                            |                                           |  |  |       |  |  | Gregorio Boncompagni, II duca di Sora |  |  |                                     |  |
| Ugo Boncompagni, IV duca di Sora                                        |                                  |                                            |                                           |  |  |       |  |  | Gregorio Boncompagni, II duca di Sora |  |  |                                     |  |
|                                                                         |                                  | Eleonora Zapata                            | Juan Bautista Zapata y Cisneros           |  |  |       |  |  |                                       |  |  |                                     |  |
|                                                                         |                                  | Eleonora Zapata                            | Juan Bautista Zapata y Cisneros           |  |  |       |  |  |                                       |  |  |                                     |  |
|                                                                         |                                  | Eleonora Zapata                            | Caterina Brancia                          |  |  |       |  |  |                                       |  |  |                                     |  |
| Antonio I Boncompagni, VI duca di Sora                                  |                                  | Eleonora Zapata                            |                                           |  |  |       |  |  |                                       |  |  |                                     |  |
|                                                                         |                                  | Francesco Ruffo, II duca di Bagnara        | Carlo I Ruffo, I duca di Bagnara          |  |  |       |  |  |                                       |  |  |                                     |  |
|                                                                         |                                  | Francesco Ruffo, II duca di Bagnara        | Carlo I Ruffo, I duca di Bagnara          |  |  |       |  |  |                                       |  |  |                                     |  |
|                                                                         |                                  | Francesco Ruffo, II duca di Bagnara        | Antonia Spadafora                         |  |  |       |  |  |                                       |  |  |                                     |  |
| Maria Ruffo                                                             |                                  | Francesco Ruffo, II duca di Bagnara        |                                           |  |  |       |  |  |                                       |  |  |                                     |  |
|                                                                         |                                  | Guiomara Ruffo                             | Vincenzo Ruffo, signore di Santa Severina |  |  |       |  |  |                                       |  |  |                                     |  |
|                                                                         |                                  | Guiomara Ruffo                             | Vincenzo Ruffo, signore di Santa Severina |  |  |       |  |  |                                       |  |  |                                     |  |
|                                                                         |                                  | Guiomara Ruffo                             | Maria Ruffo, II principessa di Scilla     |  |  |       |  |  |                                       |  |  |                                     |  |
| Pietro Gregorio Boncompagni Ludovisi Ottoboni, II duca ex uxor di Fiano |                                  | Guiomara Ruffo                             |                                           |  |  |       |  |  |                                       |  |  |                                     |  |
|                                                                         | Ugo Boncompagni, IV duca di Sora | Gregorio Boncompagni, II duca di Sora      |                                           |  |  |       |  |  |                                       |  |  |                                     |  |
|                                                                         | Ugo Boncompagni, IV duca di Sora | Gregorio Boncompagni, II duca di Sora      |                                           |  |  |       |  |  |                                       |  |  |                                     |  |
|                                                                         | Ugo Boncompagni, IV duca di Sora | Eleonora Zapata                            |                                           |  |  |       |  |  |                                       |  |  |                                     |  |
| Gregorio Boncompagni, V duca di Sora, II co-principe di Piombino        | Ugo Boncompagni, IV duca di Sora |                                            |                                           |  |  |       |  |  |                                       |  |  |                                     |  |
|                                                                         |                                  | Maria Ruffo                                | Francesco Ruffo, II duca di Bagnara       |  |  |       |  |  |                                       |  |  |                                     |  |
|                                                                         |                                  | Maria Ruffo                                | Francesco Ruffo, II duca di Bagnara       |  |  |       |  |  |                                       |  |  |                                     |  |
|                                                                         |                                  | Maria Ruffo                                | Guiomara Ruffo                            |  |  |       |  |  |                                       |  |  |                                     |  |
| Maria Eleonora Boncompagni Ludovisi, III principessa di Piombino        |                                  | Maria Ruffo                                |                                           |  |  |       |  |  |                                       |  |  |                                     |  |
|                                                                         |                                  | Niccolò I Ludovisi, I principe di Piombino | Orazio Ludovisi                           |  |  |       |  |  |                                       |  |  |                                     |  |
|                                                                         |                                  | Niccolò I Ludovisi, I principe di Piombino | Orazio Ludovisi                           |  |  |       |  |  |                                       |  |  |                                     |  |
|                                                                         |                                  | Niccolò I Ludovisi, I principe di Piombino | Lavinia Albergati                         |  |  |       |  |  |                                       |  |  |                                     |  |
| Ippolita Ludovisi, II co-principessa di Piombino                        |                                  | Niccolò I Ludovisi, I principe di Piombino |                                           |  |  |       |  |  |                                       |  |  |                                     |  |
|                                                                         |                                  | Costanza Pamphilj                          | Pamphilio Pamphilj                        |  |  |       |  |  |                                       |  |  |                                     |  |
|                                                                         |                                  | Costanza Pamphilj                          | Pamphilio Pamphilj                        |  |  |       |  |  |                                       |  |  |                                     |  |
|                                                                         |                                  | Costanza Pamphilj                          | Olimpia Maidalchini                       |  |  |       |  |  |                                       |  |  |                                     |  |
|                                                                         |                                  | Costanza Pamphilj                          |                                           |  |  |       |  |  |                                       |  |  |                                     |  |

| Controllo di autorità | VIAF (EN) 309703764 · CERL cnp01032893 · GND (DE) 1055596372 |